# Ниренбург, Борис Эдуардович
Бори́с Эдуа́рдович Ниренбу́рг (4 февраля 1911 — 4 января 1986) — советский телережиссёр. Заслуженный артист РСФСР (1966).

## Биография
Борис Ниренбург окончил ГИТИС, работал на телевидении. Когда в 1966 году в Главной редакции литературно-драматических программ телевидения, в отделе телепостановок, было создано новое творческое объединение — «Приключений и фантастики», Ниренбург стал руководителем объединения. На протяжении ряда лет сотрудничал с Театром имени Е. Вахтангова — создал ряд телевизионных версий спектаклей театра, в том числе фильм-спектакль «Оперативная командировка» (1969) по мотивам повести А. Гарри «Лесной разбойник» (исторический фильм производства Центрального телевидения).
Сын — кинорежиссёр и продюсер Леонид Борисович Ниренбург.

## Творчество

### Телеспектакли
- 1964 — «Соучастие в убийстве», по одноименному роману Джуды Уотена
- 1967 — «Курьер Кремля»
- 1968 — «Солярис», по роману С. Лема[3]
- 1968 — «Судьба играет человеком»
- 1969 — «Оперативная командировка»
- 1970 — «Семья как семья или Коробовы встречают Новый год»
- 1970 — «Драма на охоте», по повести А. П. Чехова
- 1971 — «Тысяча душ»

### Телевизионные версии театральных постановок
- 1971 — На всякого мудреца довольно простоты[4]
- 1973 — Иркутская история[5]
- 1974 — Миллионерша[6][7]

### Фильмы
- 1976 — Огненный мост